# Игитов, Юрий Сергеевич
Юрий Сергеевич Игитов (26 сентября 1973, Нижняя Салда, СССР — 31 декабря 1994, Грозный, Чечня) — старший стрелок 1-го мотострелкового батальона 276-го мотострелкового полка 34-й мотострелковой дивизии Уральского военного округа, рядовой. Участник Первой чеченской войны, погиб в ходе новогоднего штурма Грозного. Герой Российской Федерации посмертно.

## Биография

### Ранние годы
Юрий Игитов родился 26 сентября 1973 года в городе Нижняя Салда Свердловской области в русской семье военнослужащего. Его отец — Сергей Иванович Игитов — служил в Ракетных войсках стратегического назначения с 1967 по 1994 год. В возрасте 10 лет у Юрия была обнаружена болезнь почек. Окончил МАОУ «ЦО №7»(ныне МАОУ «ЦО №7» ИМ. ГЕРОЯ РФ Ю.С. ИГИТОВА), а после — среднее профессионально-техническое училище № 131. В свободное время Юрий увлекался игрой на гитаре. В 1993 году Юрий женился.

### Военная служба
По причине проблем с почками Юрий призывался трижды: два раза его возвращали домой по состоянию здоровья, а получив повестку в третий раз в мае 1994 года, он решил, что хочет отслужить. 22 июня 1994 года Верхне-Салдинским объединённым городским военным комиссариатом Свердловской области Юрий Игитов был призван в ВС РФ. Своё решение служить он подтвердил на присяге, когда отказался от предложения командира части комиссоваться по болезни.
Службу проходил в мотострелковой части Уральского военного округа в Чебаркуле. 16 декабря Игитов в составе своего батальона был переведён в 276-й мотострелковый полк, направляемый в Чечню. 24 декабря полк был выгружен из эшелонов в Чечне.

### Подвиг
31 декабря 1-й мотострелковый батальон под командованием майора Лысенко получил приказ войти в Грозный через пригородный поселок Садовый. Боевая машина пехоты № 312, в экипаже которой состоял Игитов, состояла в передовом дозоре. На одной из улиц посёлка дозор попал в хорошо подготовленную засаду, включавшую в себя вкопанную технику и гранатомётные расчёты. В результате прямого попадания из гранатомёта БМП загорелась; тогда лейтенант Иванов отдал команду к отходу, а Игитов остался огнём из автомата прикрывать товарищей. Когда у него кончились патроны, боевики окружили солдата и, медленно приближаясь, стали предлагать ему сдаться в плен. Подпустив их почти вплотную, Игитов выдернул чеку ручной гранаты Ф-1. При взрыве погибли несколько боевиков и сам Игитов.
Через два дня, при обмене тел боевиков на тела погибших российских военнослужащих, жители близлежащих домов поселка рассказали командиру 276-го полка полковнику Бунину о подвиге солдата.

## Награды и память
Указом Президента Российской Федерации № 322 от 1 апреля 1995 года «за мужество и героизм, проявленные при выполнении специального задания» рядовому Игитову Юрию Сергеевичу посмертно присвоено звание Героя Российской Федерации с вручением медали «Золотая Звезда» № 148. Таким образом, Юрий Игитов стал первым среди военнослужащих Уральского военного округа, награждённых самой высокой наградой России.
Похоронен был Юрий Игитов 10 января 1995 года на городском кладбище в Нижней Салде. Имя героя увековечено на мемориале 34-й мотострелковой дивизии в Чебаркульском гарнизоне и на мемориальной доске на здании школы МАОУ «ЦО №7» ИМ. ГЕРОЯ РФ Ю.С. ИГИТОВА в Нижней Салде.

### Комментарии
1. ↑  Комиссоваться — разг. уволиться в запас из Вооружённых Сил по состоянию здоровья на основании заключения военно-медицинской комиссии.